# Les Grands (roman)
Pour les articles homonymes, voir Les Grands.
Les Grands est un roman écrit par Sylvain Prudhomme, publié en 2014 qui a reçu le prix de la Porte dorée en 2015. 
Il est consacré au Super Mama Djombo, célèbre groupe de musique à la fin des années 1970. L'action se déroule en Guinée-Bissau en 2012, en un seul jour, durant un coup d'État qui rappelle celui qu'a connu le pays le 12 avril 2012. La plupart des personnages sont inspirés de personnes réelles, notamment des musiciens du Super Mama Djombo. Cependant, Couto, le protagoniste et musicien, est un personnage imaginaire. De même, Dulce ne possède de la chanteuse Dulce Neves que le nom et la voix,. 

## Résumé
Couto est le guitariste d'un groupe fameux de la fin des années 1970, le Super Mama Djombo. Pendant sa carrière, il va parcourir de nombreux pays (Portugal, Guinée-Bissau, Brésil, Cap-Vert entre autres) pour y donner des concerts. Cependant, en 2012, le groupe s'est dispersé et ne vit plus que de petits concerts organisés dans de nombreux bars. Au début du roman, Couto apprend la mort de l'ancienne chanteuse star du Mama Djombo, et son ex-petite amie, Dulce. Tout au long du roman, avec ceux restés au pays, il va se remémorer les différentes histoires vécues avec Dulce et ses amis du groupe perdus de vue. Ainsi, Couto nous fait part de sa nostalgie et du regret qu'il a ressenti de laisser Dulce se marier avec le général de l'armée de Guinée-Bissau, à savoir Gomes. À la fin du roman, alors que le général prépare un coup d'État pour prendre la tête du pouvoir, Couto décide de rendre une dernière visite à Dulce avant de donner un concert avec son groupe pour lui rendre hommage. À l'entracte, il sent la nécessité de partir pour être seul. Pendant sa promenade, il entend les coups de feu de l'armée du général Gomes dans la ville, ainsi qu'une chanson du nouveau groupe de rap influent, Lenox, suivis d'une minute de silence en honneur de Dulce. La fin du roman est ouverte, le personnage de Couto est isolé sur un ponton à contempler la vue.

## Éléments du roman basés sur des faits

### Cadre géographique
La Guinée-Bissau est victime d'un coup d'État militaire en 2012. Le président Raimundo Pereira et le premier ministre Carlos Gomes Junior ont été arrêtés et la capitale Bissau quadrillée par les soldats.
L'assaut a été lancé sur la résidence de Carlos Gomes Junior, favori du deuxième tour de l'élection présidentielle. Sa maison a été attaquée à la roquette, pendant que des militaires prenaient la radio et bouclaient la ville. Il « a été arrêté  par des militaires. Ils l'ont introduit dans un pick-up qui a démarré en trombe vers une destination inconnue », a déclaré son épouse. Il serait détenu à la base militaire de San Vicente, à 45 km au nord de Bissau.

### Groupe de musique
Le Super Mama Djombo est un groupe de musique né après l’indépendance de la Guinée-Bissau, le groupe a effectué de mémorables tournées à l’étranger où il a notamment chanté la gloire d’Amílcar Cabral, figure de la libération du pays. Il  existe toujours, certains membres ont disparu, d’autres se sont exilés en France ou au Portugal.

## Éditions
- Sylvain Prudhomme, Les Grands, Gallimard, 2014, 252 p.  (ISBN 978-2-07-014644-4) ; Folio no 6144.
- Les Grands a été traduit en allemand par Claudia Kalscheuer, sous le titre Ein lied für Dulce (Ed.Unionsverlag, Zurich, 2016); en anglais par Jessica Moore, sous le titre The Greats (Ed. Bookthug, Toronto, 2017); en croate par Ursula Burger, sous le titre Veliki (ed. Vukovic & Runjic, Zagreb, 2017).